# Безвременник корсиканский
Безвременник корсиканский (лат. Colchicum corsicum) — вид травянистых луковичных растений из рода Безвременник семейства Безвременниковые. Вид подлежит строгой охране в Белоруссии.

## Ботаническое описание
Многолетнее луковичное растение. Луковица 3 см в длину и около 2 см в толщину, коричневого цвета.
После цветения появляются три-четыре листа линцевидной формы, длиной 8 см, шириной 9—18 мм.
Количество цветков один-два, реже три. Лепестки 20—40 мм в длину, шириной 2—5 мм, сиренево-розовые. Тычинки длиной 2-8 мм с пыльниками размером 2—5 мм. Цветение с сентября по октябрь.

## Распространение
Родиной вида являются острова Корсика и Сардиния. Произрастает на сухих лугах, расположенных на силикатной породе.